# Кеммерерит
Кеммерерит (родохром или хромовый хлорит) — фиолетовый или красный минерал из группы хлориты, богатая оксидом хрома (> 4 %) разновидность пеннина.

## Описание
Часто образует тонкочешуйчатые розовые налёты и жилки на хромите.
Форма кристаллов моноклинно-призматическая.
Облик кристаллов — таблитчатый или псевдогексагональнопластинчатый, иногда — бочонковидный в миаролитовых пустотах. Боковые грани нередко исштрихованы в горизонтальном направлении. Часто встречаются двойники (по хлоритовому закону). Агрегаты чешуйчатые, пластинчатые.

### Свойства
При паяльной трубке расщепляется, но не плавится. При сильном накаливании белеет.
Разлагается в серной кислоте.

### Месторождения
Встречается в ультраосновных метаморфических породах. Урал, США, Азия.

## История
Кеммерерит впервые был встречен в трещинах хромитовых залежей среди ультраосновных пород в Сарановском месторождении на Урале.
Описан в 1842 году Н. Норденшёльдом. Назван от фамилии российского учёного немецкого происхождения Aлександра Кеммерера со следующим объяснением: «Минерал сей находится около Бисерска, в Пермской губернии. Так как различие его от лепидолита замечено прежде всех главным горным аптекарем Кеммерером, то я предлагаю назвать его кеммереритом».